# Constituția Poloniei (1921)
A doua republică poloneză a adoptat Constituția din martie a Poloniei la 17 martie 1921, după înlăturarea ocupației Germaniei/Prusiei în 1918 prin Revolta Poloniei Mari din 1918, împiedicând ocupația de către Uniunea Sovietică în războiul polono-sovietic din 1920.